# Tityus crassicauda
Espèce
Tityus crassicauda est une espèce de scorpions de la famille des Buthidae.

## Distribution
Cette espèce est endémique de la province de Pichincha en Équateur. Elle se rencontre vers Tandayapa à 2 200 m d'altitude sur le versant Ouest de la cordillère Occidentale.

## Description
Le mâle holotype mesure 51,9 mm et la femelle paratype 50,5 mm.

## Publication originale
- Lourenço & Ythier, 2013 : « The remarkable scorpion diversity in the Ecuadorian Andes and description of a new species of Tityus C. L. Koch, 1836 (Scorpiones, Buthidae). » ZooKeys, no 307, p. 1–13 (texte intégral).